# JHUD
JHUD è il terzo album discografico in studio dell'artista statunitense Jennifer Hudson, pubblicato nel 2014.

## Il disco
Il disco, uscito per la RCA Records, segue I Remember Me, uscito nel 2011. Il singolo di lancio, uscito nel settembre 2013, è I Can't Describe (The Way I Feel) che contiene il featuring di T.I. e che è prodotto da Pharrell Williams. Hanno fatto seguito Walk It Out (aprile 2014) e It's Your World (luglio 2014).
Riguardo alle vendite, l'album ha esordito alla posizione #10 della Billboard 200.

## Tracce
1. Dangerous – 4:15 (Daniel Daley, Zale Epstein, Paul Jefferies, Vanessa Kalala, Stephen Kozmeniuk)
2. It's Your World (feat. R. Kelly) – 5:18 (R. Kelly, Terry Hunter)
3. He Ain't Going Nowhere (feat. Iggy Azalea) – 3:46 (Pharrell Williams, Amethyst Kelly)
4. Walk It Out (feat. Timbaland) – 4:43 (Jennifer Hudson, Timothy Mosley, Jerome Harmon, Mike Tompkins, Lyrica Anderson, Jacob Luttrell, Chris Godbey, Jim Beanz)
5. I Can't Describe (The Way I Feel) (feat. T.I.) – 3:46 (Williams, Clifford Harris)
6. I Still Love You – 3:44 (Andrea Martin, David Taylor, Kye Gibbon, Matthew Robson-Scott)
7. Just That Type of Girl – 3:53 (Williams)
8. Bring Back the Music – 3:55 (Kourtney Pollard, Jerry "Wonda" Duplessis, Arden "Keyz" Altino)
9. Say It – 3:41 (Pollard, Duplessis, Altino)
10. Moan – 6:53 (Hudson, Pollard)